# Kabinett Weil II
Das Kabinett Weil II war vom 22. November 2017 bis zum 8. November 2022 die Niedersächsische Landesregierung unter Ministerpräsident Stephan Weil (SPD). Sie wurde auf Grund der Ergebnisse bei der Landtagswahl in Niedersachsen 2017 von einer Koalition aus SPD und  CDU getragen und stützte sich auf eine Mehrheit von 105 der 137 Mitglieder des Niedersächsischen Landtags. Dieses Kabinett löste das ab 2013 amtierende Kabinett Weil I ab, das sich auf eine rot-grüne Koalition gestützt hatte. Das Kabinett Weil II wurde vom rot-grünen Kabinett Weil III abgelöst.

## Landesregierung
| Amt                                                         | Amtsinhaber(in)                                        | Amtsinhaber(in)                            | Partei | Partei                                    | Staatssekretär(in)                 | Partei | Partei |
| ----------------------------------------------------------- | ------------------------------------------------------ | ------------------------------------------ | ------ | ----------------------------------------- | ---------------------------------- | ------ | ------ |
| Ministerpräsident Staatskanzlei                             |                                                        | Stephan Weil                               |        | SPD                                       | Jörg Mielke Chef der Staatskanzlei |        | SPD    |
| Ministerpräsident Staatskanzlei                             | Anke Pörksen Sprecherin der Landesregierung            | Stephan Weil                               |        | SPD                                       |                                    |        | SPD    |
| Stellvertreter des Ministerpräsidenten                      |                                                        | Bernd Althusmann                           |        | CDU                                       |                                    |        |        |
| Wirtschaft, Arbeit, Verkehr und Digitalisierung             | Berend Lindner Wirtschaft, Arbeit und Verkehr          | Bernd Althusmann                           |        | CDU                                       | CDU                                |        |        |
| Wirtschaft, Arbeit, Verkehr und Digitalisierung             | Stefan Muhle Digitalisierung                           | Bernd Althusmann                           |        | CDU                                       | CDU                                |        |        |
| Inneres und Sport                                           |                                                        | Boris Pistorius                            |        | SPD                                       | Stephan Manke                      |        | SPD    |
| Ernährung, Landwirtschaft und Verbraucherschutz             |                                                        | Barbara Otte-Kinast                        |        | CDU                                       | Ludwig Theuvsen                    |        | CDU    |
| Finanzen                                                    |                                                        | Reinhold Hilbers                           | CDU    | Doris Nordmann                            |                                    |        |        |
| Justiz                                                      |                                                        | Barbara Havliza                            | CDU    | Stefan von der Beck (bis 31. August 2020) |                                    |        |        |
| Justiz                                                      | Frank-Thomas Hett (ab 1. September 2020)               | Barbara Havliza                            | CDU    |                                           | CDU                                |        |        |
| Kultus                                                      |                                                        | Grant Hendrik Tonne (bis 1. November 2022) |        | SPD                                       | Gaby Willamowius                   |        | SPD    |
| Kultus                                                      | Daniela Behrens (geschäftsführend ab 1. November 2022) |                                            |        | SPD                                       | Gaby Willamowius                   |        | SPD    |
| Wissenschaft und Kultur                                     |                                                        | Björn Thümler                              |        | CDU                                       | Sabine Johannsen                   |        |        |
| Umwelt, Energie, Bauen und Klimaschutz                      |                                                        | Olaf Lies                                  |        | SPD                                       | Frank Doods                        |        | SPD    |
| Soziales, Gesundheit und Gleichstellung                     |                                                        | Carola Reimann (bis 1. März 2021)          | SPD    | Heiger Scholz                             | SPD                                |        |        |
| Soziales, Gesundheit und Gleichstellung                     | Daniela Behrens (ab 5. März 2021)                      |                                            | SPD    | Heiger Scholz                             | SPD                                |        |        |
| Bundes- und Europaangelegenheiten und Regionale Entwicklung |                                                        | Birgit Honé                                | SPD    | Jutta Kremer (bis 30. Juni 2020)          | SPD                                |        |        |
| Bundes- und Europaangelegenheiten und Regionale Entwicklung | Matthias Wunderling-Weilbier (ab 1. Juli 2020)         | Birgit Honé                                | SPD    |                                           | SPD                                |        |        |